# 元谧
元谧（5世紀？—523年12月6日），字道安，河南郡洛阳县（今河南省洛阳市东）人，魏献文帝拓跋弘之孙，使持节、车骑大将军、都督中外诸军事、特进、司州牧、赵郡王第二子，北魏宗室、官员。

## 生平
元谧的哥哥元谌年长，应该承袭赵郡王的封爵，他的父亲元幹宠爱元谧，以元谧为世子。元谧因此在魏宣武帝元恪初年袭封为赵郡王，元幹王妃穆氏表奏元谧生母赵氏等人违背礼节常道，不恭敬日益严重，尊卑的义理受阻，母子的道义断绝。诏令说：“侍妾对于正妻，如同儿媳侍奉公婆，君臣的礼节，义理没有不同。侍妾的儿子对于嫡母，礼节超过养子的恭敬，怎能玷污我朝的风俗政令！可以交付宗正，依照礼制治罪。”元谧在为母亲服丧期间，听音乐饮酒戏耍，为御史中尉李平所弹劾，遇到赦免，恢复封爵，出任通直散骑常侍，加号龙骧将军，升任太子中庶子，外任冠军将军、岐州刺史。
元谧性格严厉苛刻，暴虐对待手下。延昌四年（515年），尚书台使者元延前往岐州境内，因为驿站巡逻没有士兵，聚集头领检查。队主高保愿陈述说所有的士兵，都被赵郡王私自役使。元谧听说后大怒，鞭打高保愿等五人各二百下。几天之间，元谧召集州城的男丁，关闭州城四门，内外严密固守，搜索城中，拷打无不用其极，又无故处斩六人。全城人恐惧，众人聚集在城门大声疾呼。元谧害怕，登上城楼，毁掉梯子来固守。当地人四散逃走，城中人分别守卫四门。灵太后派遣游击将军王靖乘驿站的马前去劝谕，城中人见到王靖到来，打开城门谢罪，送上钥匙，于是罢免元谧刺史的职务。元谧回朝，出任大司农卿，又出任散骑常侍、平北将军、幽州刺史。元谧王妃胡氏，是灵太后堂侄女。元谧还未上任，因为殴打王妃被免官，后又担任都官尚书，加号安南将军。魏孝明帝元诩出行参拜天坛，元谧和王妃所乘的红马闯入仪仗队中，被御史弹劾，灵太后特意不许追究。
正光四年冬十一月丙申（523年12月6日），元谧去世，朝廷赐给棺材、朝服各一套，衣服一套，布帛五百匹。高阳王元雍是元幹的同母弟，上书为元谧论说，所以越级赠予元谧假侍中、征南将军、司州牧，谥号贞景，正光五年岁次甲辰闰二月壬午朔三日甲申（524年3月23日）下葬。

## 家庭

### 祖父
- 拓跋弘，北魏太祖献文皇帝[1]

### 父母
- ，北魏使持节、车骑大将军、都督中外诸军事、特进、司州牧、赵郡王[1]
- 赵氏

### 兄弟姐妹
- 元谌，东魏骠骑大将军、大司马、赵郡孝懿王
- 元谭，北魏安西将军、秦州刺史、城安贞惠侯
- 元谳，北魏左将军、太中大夫、平乡孝惠男
- 元譿，北魏直阁将军、羽林监

### 王妃
- 冯会，出自长乐冯氏，燕照文帝冯弘玄孙女，燕宣王冯朗曾孙女，太师、扶风郡开国公冯熙孙女，尚书、东平公冯修之女，虚龄二十二岁时在岐州去世，熙平元年八月二日（516年9月13日）葬于中乡谷城里[12]
- 安定胡氏，灵太后堂侄女

### 子女
- 元毓，北魏通直散骑常侍、赵郡宣恭王
- 元昉，北魏给事中[13]
- 始平公主，嫁西魏抚军将军、银青光禄大夫、宜阳伯冯子懿，虚龄廿五岁在长安去世，追赠始平郡公主，大统八年十月庚申（542年11月20日）葬于长安之西[14]